# Breitenbachplatz (Metro de Berlín)
La estación de metro Breitenbachplatz es una estación de metro de Berlín en la línea de metro U3 debajo de Breitenbachplatz en el distrito de Dahlem en la frontera con los distritos de Steglitz (ambos en el distrito de Steglitz-Zehlendorf) y Wilmersdorf en el distrito de Charlottenburg-Wilmersdorf. La estación fue como las otras estaciones de Wilmersdorf-Dahlemer Schnellbahn en 12 de octubre de 1913. Al mismo tiempo que se construyó la estación, también se dispuso la plaza sobre el suelo. Este óvalo, originalmente llamado Rastatter Platz, pasó a llamarse 'Breitenbachplatz' cuando se abrió la estación de metro debajo de la plaza.

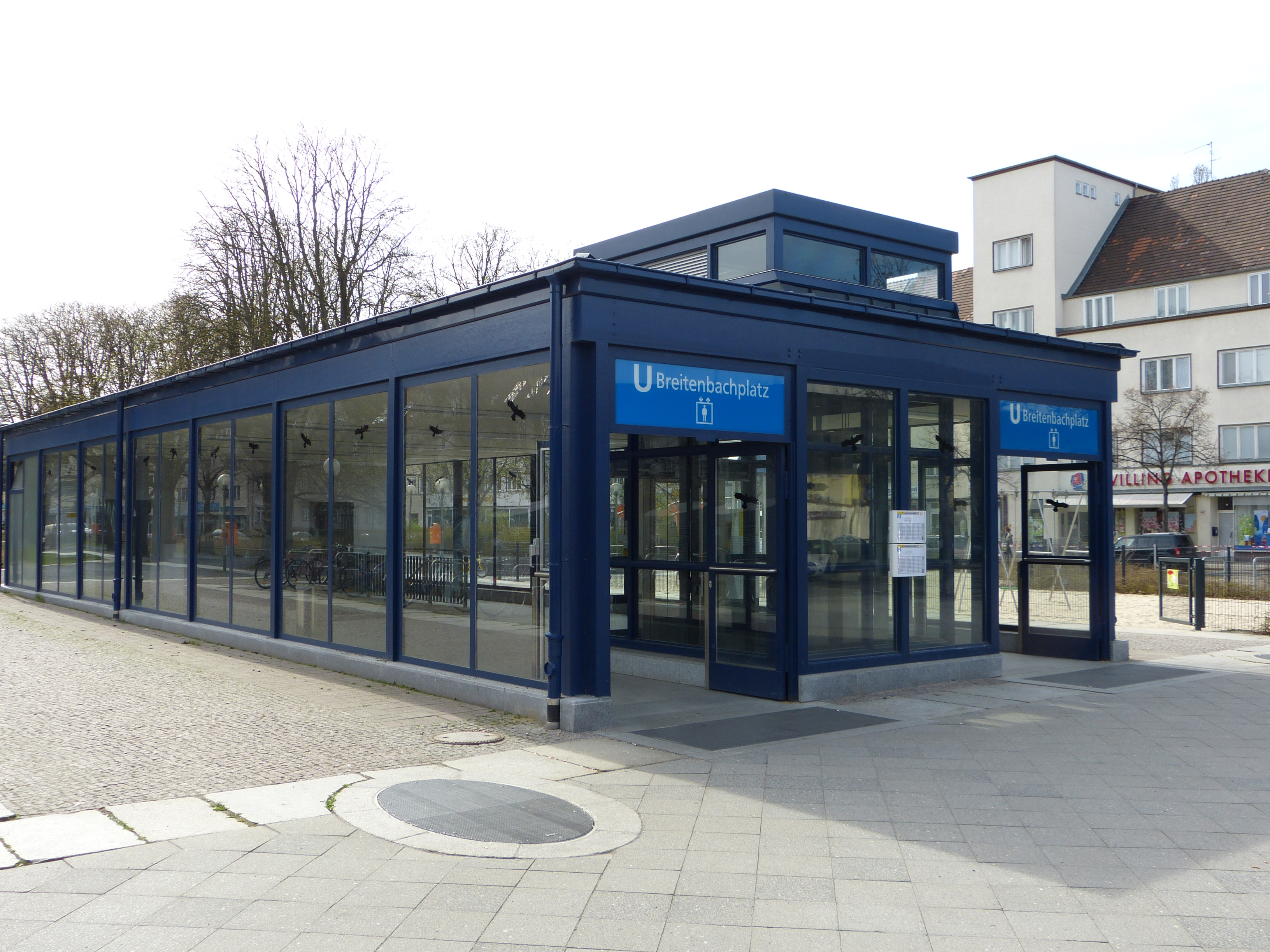
Pabellón de acceso medio, 2013, dejó una de las aberturas de luz ovaladas

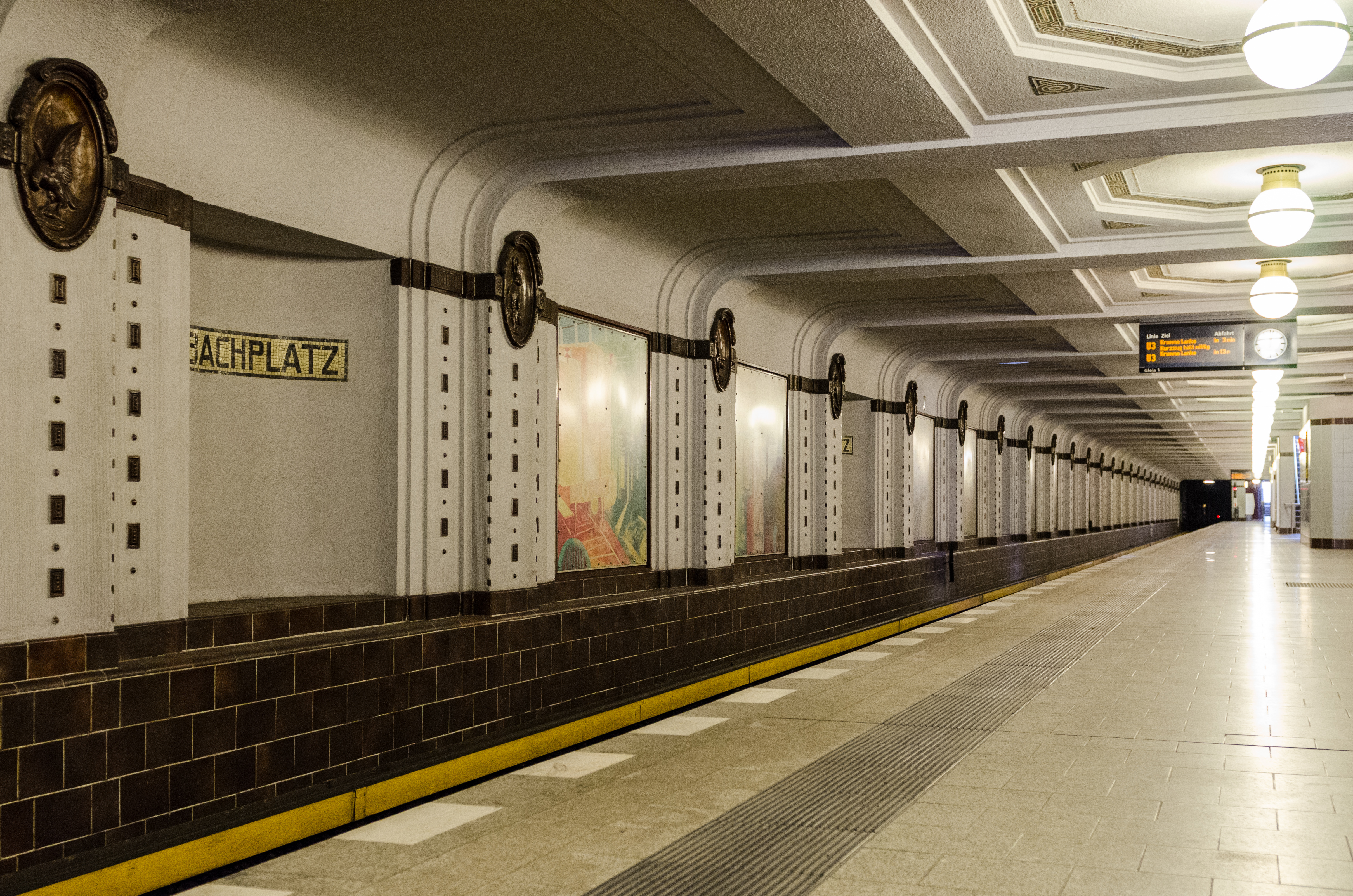
Plataforma después de la renovación, 2013

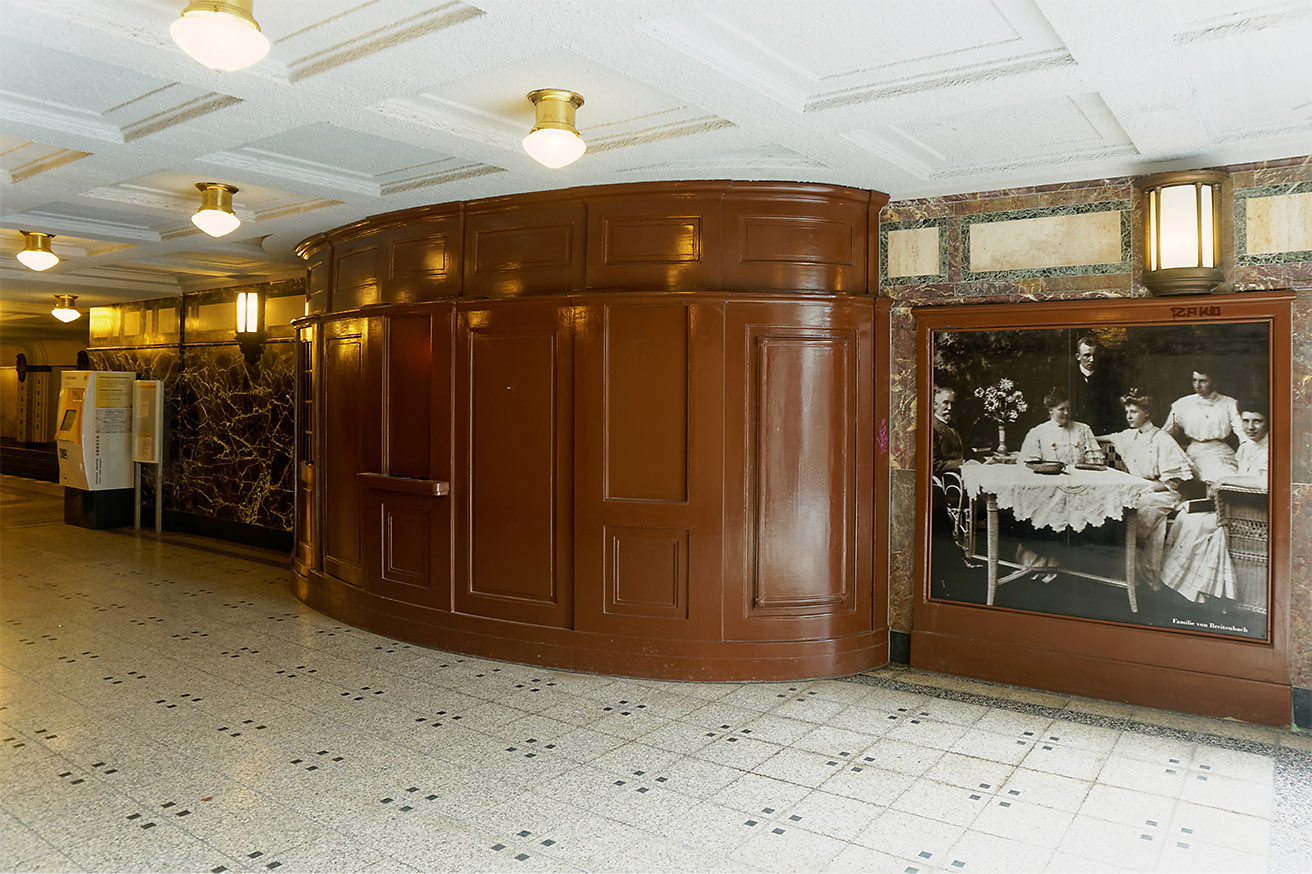
Taquilla entrada norte

## Conexión
En la estación de metro puedes cambiar de tren de la línea U3 hasta las líneas de autobús 101, 248 y 282 del Berliner Verkehrsbetriebe.